# 플라스틱 솔
플라스틱 솔(Plastic soul)은 정통성이 떨어진다고 생각되는 솔 음악에 대한 멸칭이다.
폴 매카트니는 이 말을 비틀즈의 1965년 앨범 《Rubber Soul》을 통해 넌지시 언급한 바 있다. 이 앨범의 타이틀이 사실 '플라스틱 솔'이라는 말에 영감을 얻은 것이었다. 1965년 6월경 녹음된 비틀즈의 스튜디오 담화를 들으면 〈I'm Down〉의 첫 테이크의 녹음이 끝나자 매카트니가 이렇게 발언하는 것을 들어볼 수 있다. "플라스틱 솔이야, 친구. 플라스틱 솔."
데이비드 보위 역시 자신의 펑키하고 솔풀한 1970년대 중반 노래를 통틀어 '플라스틱 솔'이라 표현한 바 있다. 이 싱글들은 높은 판매율을 기록하였으며, 보위는 《솔 트레인》에 초청되어 공연한 몇 안 되는 백인 퍼포머가 되는 영광을 누렸다. 1976년의 《플레이보이》 인터뷰에서 보위는 자신의 최신 앨범 《Young Americans》를 "플라스틱 솔 앨범의 결정판입니다. 무자크 시대를 거쳐 생존한 민족음악을 쥐어짜고 남은 찌꺼기로, 허여멀건한 영국놈이 쓰고 부른 것입죠."라 한 바 있다. 보위의 상업적으로 가장 성공한 앨범 《Let's Dance》 역시 플라스틱 솔이라 표현되고 있다.

## 같이 보기
- 블루아이드 솔